# Heinz Perleberg
Heinz Perleberg (* 21. November 1925 in Stralsund; † 19. Januar 2019 in Hamburg) war ein deutscher Gymnasiallehrer und Handballtrainer.

## Leben
Perleberg, ein Jugendfreund von Siegfried Lenz, studierte ab 1950 Körpererziehung an der Universität Greifswald. An derselbigen Hochschule war er dann auch als Lehrkraft tätig, zudem war er Trainer bei der HSG Wissenschaft Greifswald, deren Vorsitzender er zeitweise war. 1955 schloss Perleberg in Greifswald seine Doktorarbeit „Über die soziale Schichtung der Sporttreibenden in den einzelnen Sportarten. Eine Untersuchung in sozialer und pädagogischer Hinsicht über die entsprechende Situation im Bezirk Rostock“ ab. Ende der 1950er Jahre verließ Perleberg die Deutsche Demokratische Republik und ging in die Bundesrepublik Deutschland, da er sich nicht mit der Politisierung des Hochschulwesens in der DDR einverstanden zeigte.
Von 1962 bis Jahresanfang 1972 war Perleberg Trainer der Handballmannschaft des Hamburger SV. Im Oktober 1966 stand er mit dem HSV im Endspiel um die deutsche Feldhandballmeisterschaft, unterlag vor 20 000 Zuschauern in Duisburg aber dem Gegner TV Oppum mit 12:19. Im Hallenhandball wurde der HSV unter Perleberg ebenfalls eine der besten Mannschaften der BRD. 1970 führte Perleberg den HSV in der Nordstaffel der Bundesliga auf den zweiten sowie 1967, 1969 und 1971 jeweils auf den dritten Rang. Im Dezember 1969 verpasste seine Mannschaft knapp den Einzug ins Endspiel um die deutsche Meisterschaft, als man Frisch Auf Göppingen unterlag. „Mittelmaß wird der HSV spätestens werden, wenn eines Tages Dr. Heinz Perleberg nicht mehr als Trainer amtiert“, schrieb das Hamburger Abendblatt im Anschluss an das Ausscheiden.
Später war er Trainer beim TSV Sasel und 1982/1983 bei der HSG Hamburg (Regionalliga), einer Spielgemeinschaft der Vereine TSV Sasel, Grün-Weiß Eimsbüttel und Hummelsbütteler SV, die sich die Bundesliga als Ziel gesetzt hatte.
Hauptberuflich war er in der Hansestadt am Gymnasium Oberalster als Lehrer für Geschichte und Sport tätig. Unter seiner Leitung gewann die 4-mal-100-Meter-Sprintstaffel der Schule im Jahr 1965 die Deutsche Schülermeisterschaft. Zu der Staffel gehörte auch Willi Lemke. 1990 trat Perleberg in den Ruhestand über. 1995 veröffentlichte er als Herausgeber das Buch „Siegen und Verlieren: Sportgeschichten“.